# Palliduphantes malickyi
Palliduphantes malickyi là một loài nhện trong họ Linyphiidae.
Loài này thuộc chi Palliduphantes. Palliduphantes malickyi được Jörg Wunderlich miêu tả năm 1980.